# Самнитски войни
Самнитски войни е името на редица военни конфликти между Римската република и самнитските племена.

## Първа самнитска война
През 343 пр.н.е. Рим започва война със самнитите, едно от италийските племена, заемащи централната част на Апенините и извършващи грабителски набези на съседни земи, които разоряват градовете на другите племена. Това става, когато град Капуа се обръща към Рим за помощ. Войната завършва през 341 пр.н.е. с победа на републиката, която установява контрол над областта Кампания.
Войната помага на Рим да завърши завладяването и на областта Лациум, централната част на полуострова, разпускайки при това Латинския съюз.

## Втора самнитска война
През 326 пр.н.е. Рим започва нова военна кампания, но търпи унизително поражение при Каудинийските проходи (321), близо до Капуа. Там армията, начело с двамата консули попада на засада и трябва да се предаде. Пленените войници минават голи под копията на победителите (т. нар. „волски ярем“) и са пуснати да си ходят, при условието, че се сключи мир. Сенатът обаче, възмутен от унизителното отношение, не ги ратифицира. Вместо това са въведени манипулите и късият меч - по-лек и удобен. Войната продължава с по-голям късмет за Рим и след няколко решителни победи завършва с подчиняването на част от Самниум през 304 пр.н.е.

## Трета самнитска война
Тя започва през 298 пр.н.е. и завършва през 290 пр.н.е. Самнитите се съюзяват с етруските, галите и умбрите, което принуждава Рим да воюва на два фронта - северен и южен. Римляните изпреварват враговете си и пренасят военните действия в Етрурия. През 295 г. те печелят важната битка при град Сентинум. Боят е толкова ожесточен, че в него загива римският консул Публий Деций Мус, както и 9000 от неговите войници. Съюзниците дават 25 000 жертви. С това галите и етруските са неутрализирани и престават да бъдат фактор във войната. Останали сами, самнитите нямат сили за продължителна съпротива. Следващото важно сражение е при Аквилония (293 пр.н.е.), където жертвите на самнитите са колосални - нови 20 000 войници. Римляните започват да обсаждат самнитските градове, да ги превземат и разрушават. Последният град, който оказва съпротива, е Сепинум.
И все пак Рим не успява да подчини напълно самнитската съпротива. В мирния договор от 290 г. той се принуждава да признае на този народ статута на съюзници, а не на покорени. Териториално и статегически обаче Рим прави голяма крачка към завладяването на полуострова, като контролира цялата му централна част. Добива широк излаз на Адриатическо море. Сега само южните части (т. нар. Магна Греция) са извън властта му.